# 全国乳業協同組合連合会
全国乳業協同組合連合会（ぜんこくにゅうぎょうきょうどうくみあいれんごうかい）は、中小企業等協同組合法に定められている一定規模以下の乳業者が同法に基づいて設立した事業協同組合から構成される協同組合連合会。

## 協会概要
- 英語表記：Japan Federation of Milk Processors Co-operatives
- 略称：乳業連合
- 事務局：東京都千代田区九段北1-14-19 乳業会館
- 会長：長谷川敏
- 目的：会員及びその組合員のために必要な共同事業を行い、組合員の自主的な経済活動を促進する。
- 活動内容：組合員の取扱う牛乳・乳製品の原材料及び副資材の共同購買並びにこれらの斡旋及び、牛乳の販売促進に関する事業

## 沿革
- 1989年10月12日 - 設立

## 会員
- 牛乳・乳製品の製造を行う中小規模の事業者（傘下組合員）で組織した道府県単位の事業協同組合
- 会員数：正会員26 個人準会員3（2024年2月20日現在）

北海道牛乳事業協同組合
- 新札幌乳業（札幌市厚別区）
- 北海道保証牛乳（小樽市）
- 倉島乳業（岩内郡岩内町）
- 北海道乳業（函館市）
- 豊富牛乳公社（天塩郡豊富町）
- 小松牧場（厚岸郡浜中町）
- ノースプレインファーム（紋別郡興部町）
- 北海道酪農公社（江別市）
- 函館酪農公社（函館市）
- 牧家（伊達市）
- べつかい乳業興社（野付郡別海町）
- のぼりべつ酪農館（登別市）
- 町村農場（江別市）

青森県牛乳事業協同組合
- 萩原乳業（弘前市）

岩手県牛乳事業協同組合
- 不二家乳業（一関市）
- 岩手牛乳（盛岡市）
- 大船渡乳業（大船渡市）
- 大石乳業（花巻市）
- 田野畑村産業開発公社（下閉伊郡田野畑村）
- YUDAミルク（和賀郡西和賀町）
- 奥中山高原農協乳業（二戸郡一戸町）
- 葛巻町畜産開発公社（岩手郡葛巻町）
- おおのミルク工房（九戸郡洋野町）
- 岩泉ホールディングス乳業事業部（下閉伊郡岩泉町）

準会員
- 山田乳業（宮城県白石市）

茨城県牛乳協同組合
- トモヱ乳業（古河市）
- 関東乳業（龍ヶ崎市）
- いばらく乳業（水戸市）

栃木県牛乳事業協同組合
- 栃酪乳業（宇都宮市）
- 両毛酪農業協同組合（足利市）
- 栃木乳業（栃木市）
- 針谷乳業（宇都宮線）

群馬県牛乳事業協同組合
- 東毛酪農業協同組合（太田市）
- 榛名酪農業協同組合連合会（高崎市）
- 上毛食品工業（高崎市）
- 群馬明治（前橋市）

千葉県乳業協同組合
- 古谷乳業（千葉市中央区）
- 千葉明治牛乳（千葉市若葉区）
- 興真乳業（八千代市）
- 君津牛乳（富津市）
- 千葉酪農農業協同組合（千葉市若葉区）

神奈川県牛乳事業協同組合
- タカナシ乳業（横浜市保土ヶ谷区）
- 近藤乳業（藤沢市）
- 横浜森永乳業（綾瀬市）
- あしがら乳業（足柄上郡中井町）
- 協同牛乳（横須賀市）
- 柳川乳業（中郡二宮町）

新潟県牛乳事業協同組合
- 原田乳業（燕市）
- 塚田牛乳（新潟市江南区）
- 諏訪乳業（見附市）

富山県牛乳事業協同組合
- 石畠牧場（小矢部市）
- 内田乳業（富山市）
- 黒東乳業（下新川郡朝日町）
- 新湊乳業協業組合（射水市）
- となみ乳業協業組合（砺波市）
- とやまアルペン乳業（富山市）
- 水口ミルクプラント（南砺市）
- 八尾乳業協同組合（富山市）

石川県牛乳事業協同組合
- アイ・ミルク北陸（能美市）
- ホリ乳業（金沢市）

静岡県飲用牛乳協同組合
- フクロイ乳業（袋井市）
- 大木乳業（伊豆市）
- 函南東部農業協同組合（田方郡函南町）
- 朝霧乳業（富士宮市）
- 太田原牛乳
- いなさ酪農業協同組合（浜松市浜名区）
- 東海明治（袋井市）
- 静岡牛乳協同組合（静岡市葵区）

岐阜県牛乳事業協同組合
- 飛騨酪農農業協同組合（高山市）
- 関牛乳（関市）
- 美濃酪農農業協同組合連合会（美濃市）
- 東海牛乳（安八郡神戸町）
- 棚橋牛乳（揖斐郡揖斐川町）
- 棚橋牧場（揖斐郡池田町）
- 郡上乳社（郡上市）
- 牧成舎（飛騨市）
- たかすファーマーズ（郡上市）

愛知県牛乳事業協同組合
- 常滑牛乳（常滑市）
- 中央製乳（豊橋市）

三重県牛乳協同組合
- 山村乳業（伊勢市）
- 大内山酪農農業協同組合（度会郡大紀町）
- 中野乳業（伊勢市）
- 立岡牛乳（伊賀市）
- 北川牛乳店（伊賀市）
- 四日市酪農（四日市市）

滋賀県牛乳事業協同組合
- 高木牧場（近江八幡市）
- ホンマ（近江八幡市）
- ミルクファーム伊吹（米原市）
- 田中牧場（東近江市）

兵庫県牛乳事業協同組合
- 共進牧場（神戸市中央区）
- 健乳舎牧場（神戸市兵庫区）
- 中村牧場（神戸市垂水区）
- 松野牧場（明石市）
- 丹波乳業（丹波市）
- 淡路島牛乳（南あわじ市）
- 共進舎牧農園（神戸市中央区）

岡山県飲用牛乳協同組合
- オハヨー乳業（岡山市中区）
- 梶原乳業（岡山市北区）
- 蒜山酪農農業協同組合（真庭市）

広島県乳業協同組合
- チチヤス（廿日市市）
- 山陽乳業（三原市）
- 広島協同乳業（山県郡北広島町）
- 日本酪農協同 広島工場（広島市安佐南区）

山口県乳業協同組合
- やまぐち県酪乳業（下関市）
- 西本牧場（宇部市）

準会員
- 木次乳業（島根県雲南市）

四国地区中小乳業協同組合
- ひまわり乳業（高知県南国市）
- 吉本乳業（高知県高岡郡佐川町）
- 高田乳業（高知県室戸市）

福岡県乳業協同組合
- 永利牛乳（太宰府市）
- ニシラク乳業（北九州市小倉南区）
- オーム乳業（大牟田市）

佐賀県牛乳事業協同組合
- 村山ミルクプラント（唐津市）

ミルクセンター熊本県協同組合
- 熊本森永乳業（熊本市東区）
- 熊本県酪農業協同組合連合会（熊本市東区）
- 堀田功乳舎（天草市）
- オーム乳業
- 阿蘇農業協同組合（阿蘇市）

大分県乳業協同組合
- 古山乳業（大分市）
- 九州乳業（大分市）
- 下郷農業協同組合（中津市）

宮崎県牛乳事業協同組合
- 丸山乳業社（日向市）
- 白水舎牧場（宮崎市）

準会員
- ミラクル乳業（長崎県佐世保市）